# Saint-Denis-de-Pile
Saint-Denis-de-Pile is een gemeente in het Franse departement Gironde (regio Nouvelle-Aquitaine). De plaats maakt deel uit van het arrondissement Libourne. Saint-Denis-de-Pile telde op 1 januari 2022 5.916 inwoners.

## Geografie
De oppervlakte van Saint-Denis-de-Pile bedroeg op 1 januari 2022 28,27 vierkante kilometer; de bevolkingsdichtheid was toen 209,3 inwoners per km².

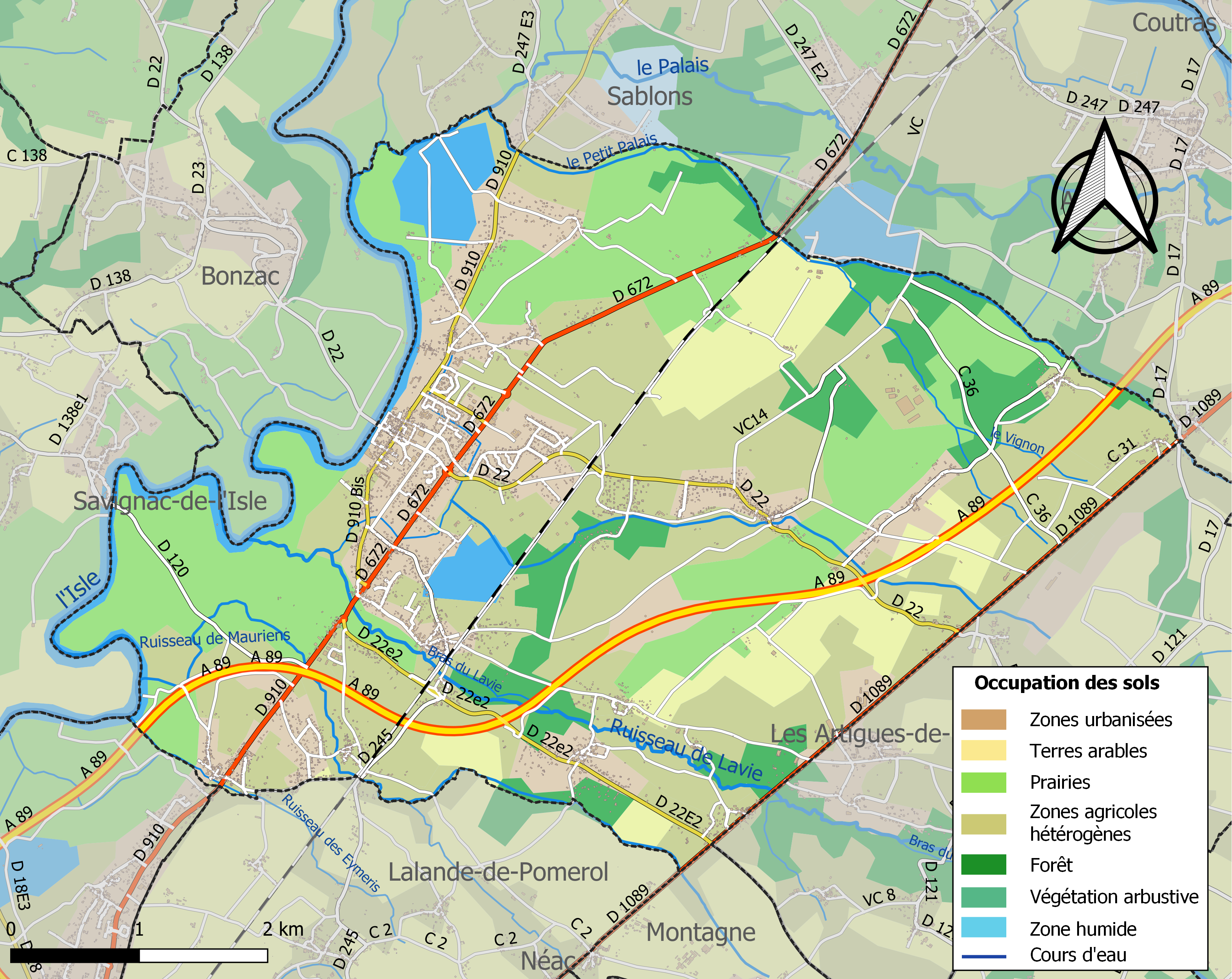
Kaart van de gemeente met belangrijkste infrastructuur, bodemgebruik en omliggende gemeenten

## Verkeer en vervoer
In de gemeente ligt de spoorweghalte Saint-Denis-de-Pile.

## Demografie
Onderstaande figuur toont het verloop van het inwonertal (bron: INSEE-tellingen).

## Afbeeldingen

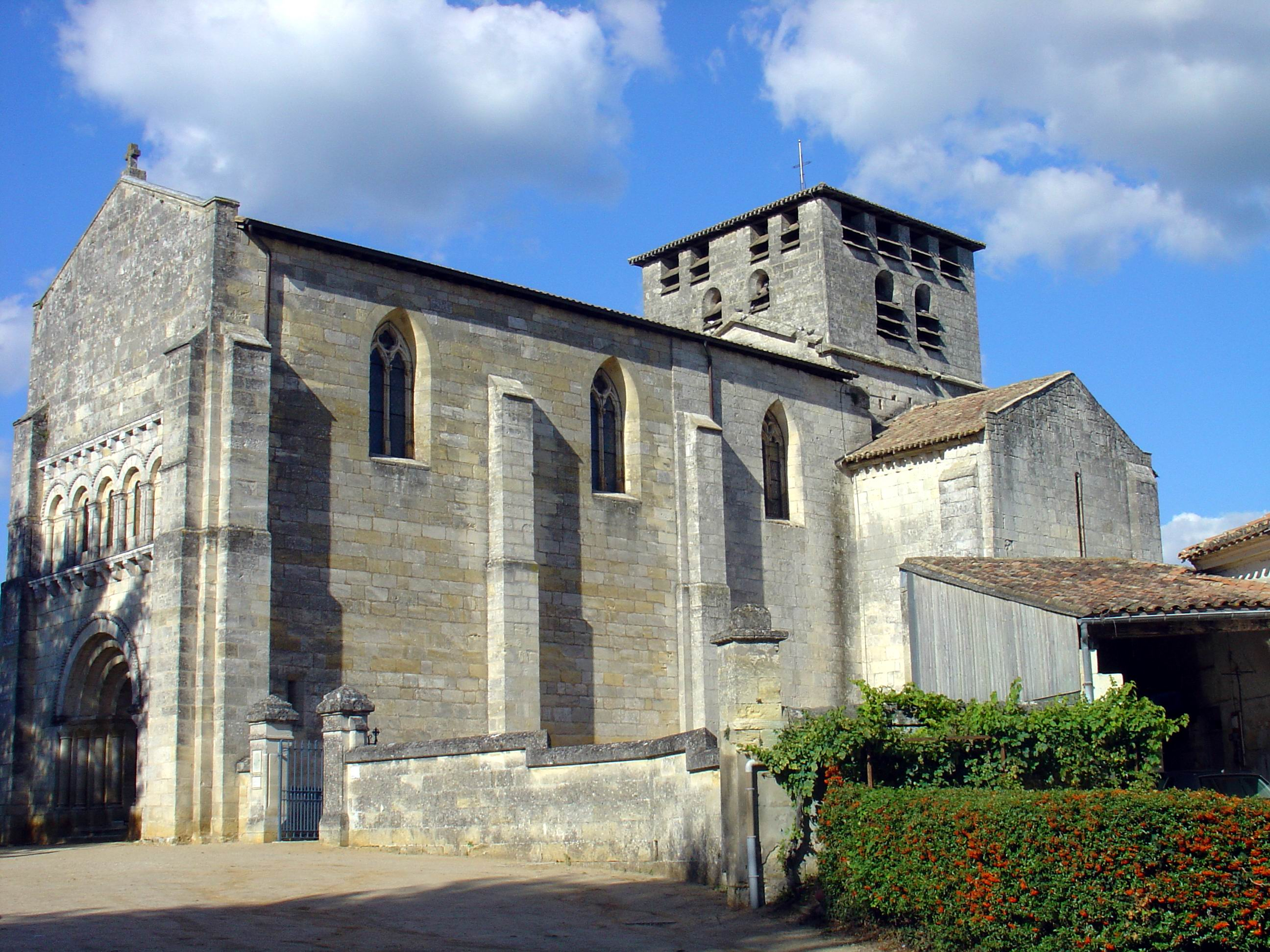
Kerk van Saint-Denis-de-Pile
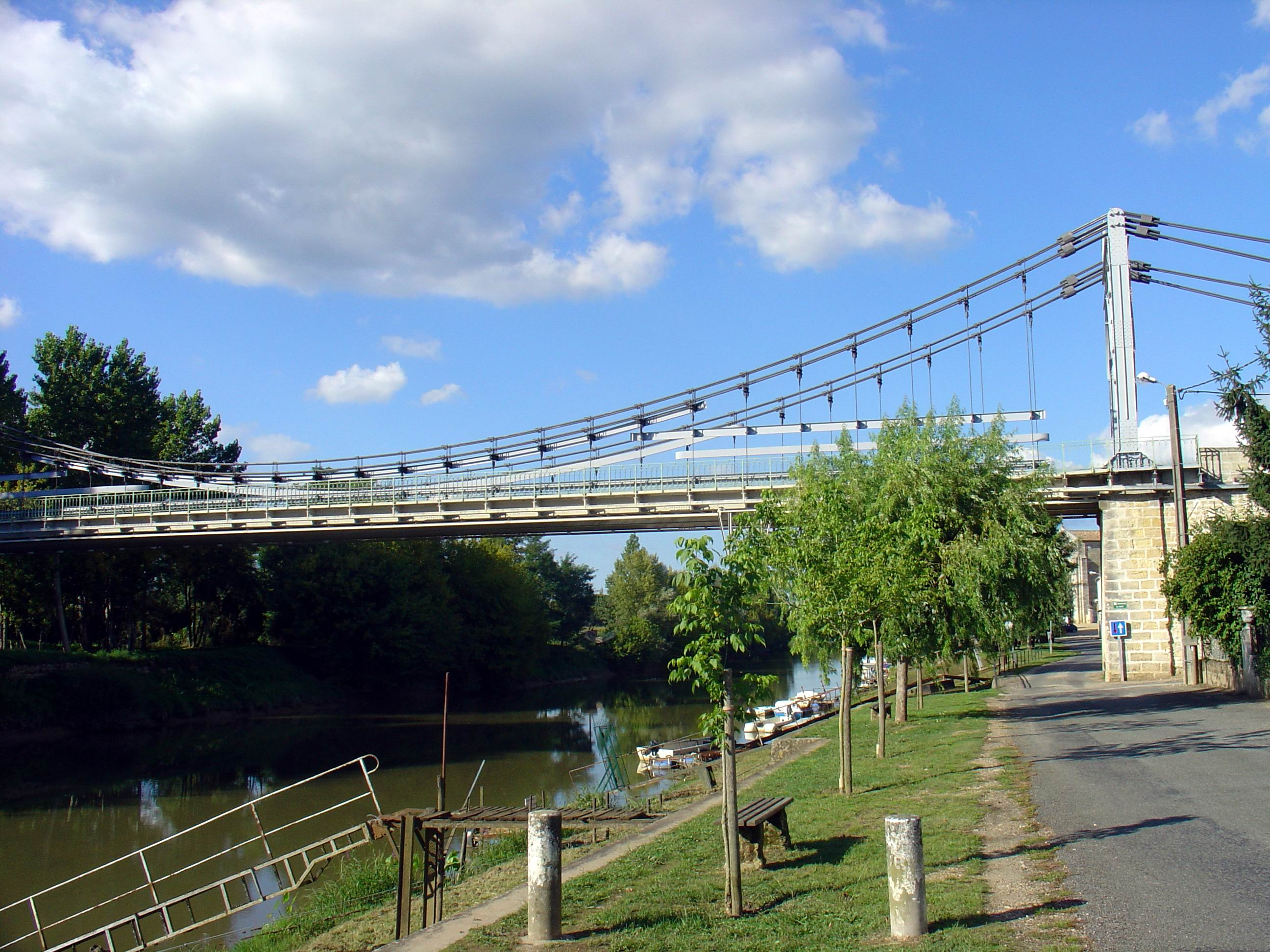
Brug van Saint-Denis-de-Pile
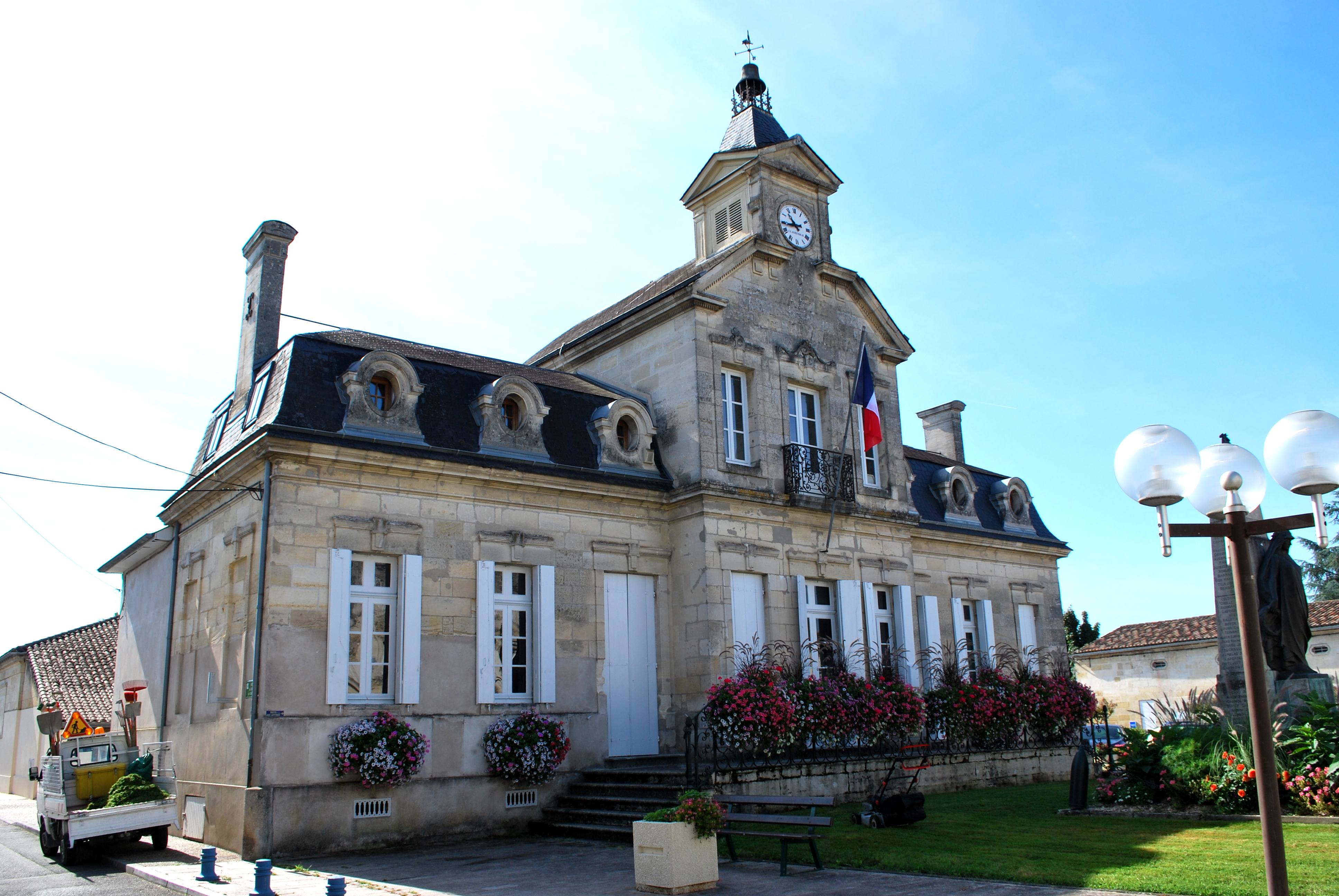
Gemeentehuis
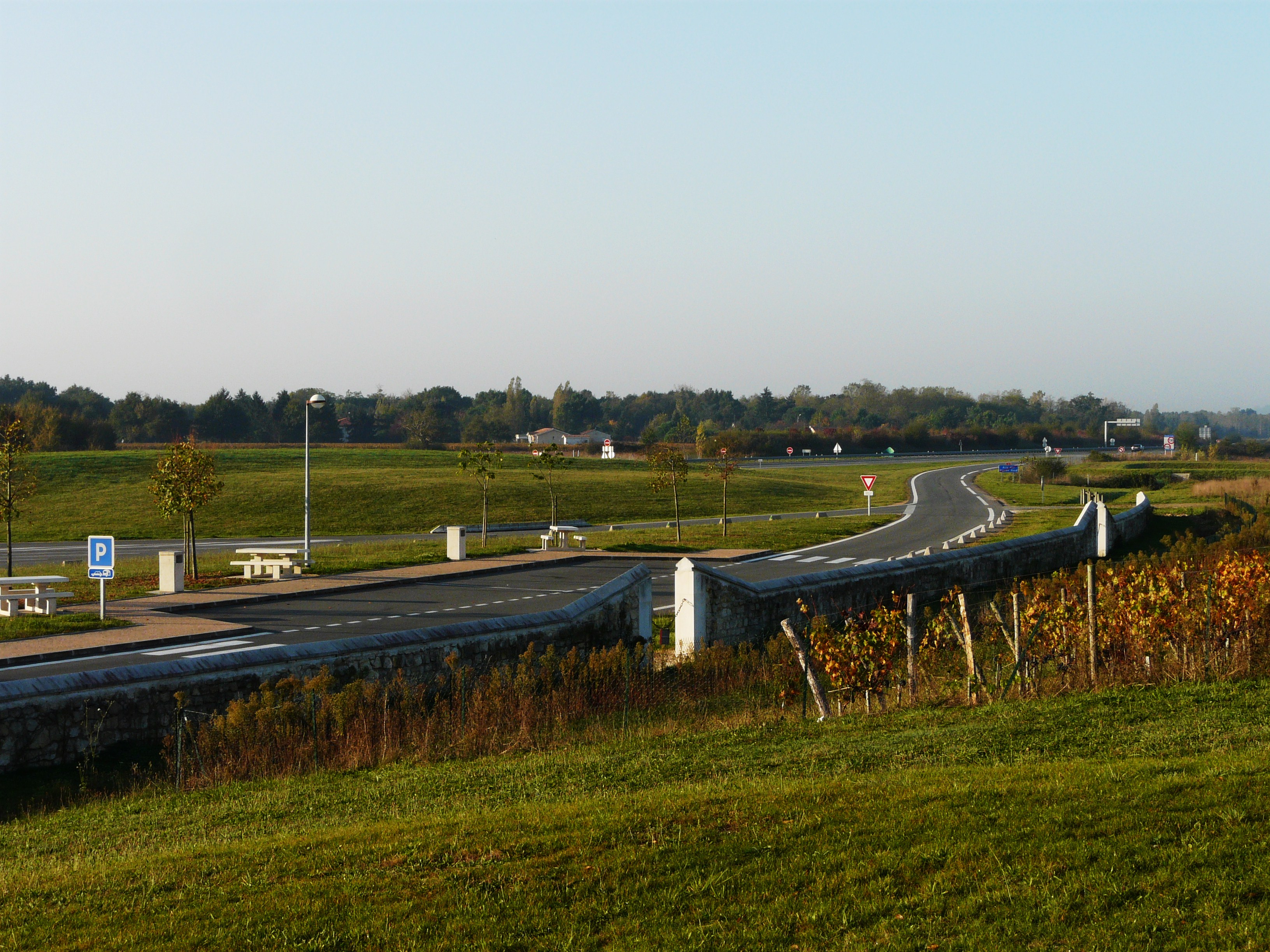
Verzorgingsplaats Aire des Vignes nord aan autosnelweg A89